# Ágh Éva
Ágh Éva (Budapest, 1926. március 25. – Budapest, 2017. július 10.), születési neve: báró Neuenstein Éva Veronika, magyar színésznő.

## Élete
1948-ban végzett az Országos Magyar Színművészeti Főiskolán. 1949-től a Miskolci Nemzeti Színház, majd 1955-től a kaposvári Csiky Gergely Színház tagja lett. 1968. június 22-én Budapesten feleségül ment Földeák Róbert színházi rendezőhöz. 2017. július 10-én hunyt el Budapesten. Földi maradványait 2017. július 31-én helyezték örök nyugalomra.

## Színházi szerepei
A Színházi adattárban regisztrált bemutatóinak száma: 34.
| - Mikszáth Kálmán–Karinthy Ferenc–Benedek András: A Noszty fiú esete Tóth Marival (Tóthné) - Eugène Scribe–Ernest Legouvé: A nők harca (Autreval grófné, Autreval gróf özvegye) | - Harriet Beecher Stowe–Alekszandra Brustein: Tamás bátya kunyhója (Judy, Gordon felesége) - Victorien Sardou–Émile de Najac–Szenes Iván: Váljunk el (Cyprienne, Des Prunelles felesége) |

## Filmszerepek

### Játékfilmek
- Béketárgyalás, avagy az évszázad csütörtökig tart (1989)
- Az aranyember (Tímár Mihálynak a kitüntetése alkalmából gratuláló fiatalabb nő) (1962)
- A Noszty fiú esete Tóth Marival (1960)

### Tévéfilmek
- Állomás (Védőnő) (2008)
- Kisváros (Gizi néni) (1998)
- Családi kör: Chopin-keringõ (2000)
- Szomszédok (Klamárné) (1990)
- Katonák (Róza) (1979)